# Сібата Ай
Сібата Ай (14 травня 1982) — японська плавчиня.
Олімпійська чемпіонка 2004 року, учасниця 2008 року.
Призерка Чемпіонату світу з водних видів спорту 2005, 2007 років.
Переможниця Пантихоокеанського чемпіонату з плавання 2006 року.